# Церковь Святого Мартина (Корнвестхайм)
Церковь Святого Мартина (нем. Kirche St. Martin или нем. Evangelische Martinskirche) — евангелическая церковь, располагающаяся на севере центра баден-вюртембергского города Корнвестхайм; современное готическое здание стоит на месте первой деревянной церкви, имевшей размер 9,8 на 4,5 метра и построенной в период между 630 и 640 годами; перестройка храма была проведена в 1881—1882 годах, когда его интерьер был изменён в соответствии со стилем модерн.

## История и описание
Архитектурная история как современной церкви Святого Мартина города Корнвестхайм, так и зданий-предшественников стала подробно известна в результате раскопок, проведенными в 1967 году под руководством Барбары Шолькман. В 630—640 годах на этом месте появилась первая деревянная церковь, имевшая размеры 9,8 на 4,5 метра и прямоугольный хор. В середине VIII века деревянное здание было заменено каменным зальным храмом размером 12,7 на 7,7 метров с застекленными окнами и апсидой. Исследователи предполагали, что изменения произошли в связи со сменой правителей территории: с Меровингов на Каролингов. На третьем этапе строительства, проходившем около 1100 года под патронажем монастыря Хирзау, в Корнвестхайме была построена крупная зальная церковь (14,7 на 7,8 метра) с квадратным хором со стороной в 5,2 метра. В тот период в монастырских документах появилось и первое письменное упоминание о «Мартинскирхе»; в XII—XIII веках хор получил характерный романский полу-купольный свод.
После того как старый храм сгорел, во второй половине XIII века на его месте — под покровительство монастыря в Бебенхаузене — была построена новая церковь размером 22,7 на 9,5 метра. Между 1481 и 1495 годами под руководством пастора Якоба Бемлера был проведен ремонт церковного нефа, а также — установлены позднеготические окна и порталы. На следующем этапе, проходившем с конца XV века до 1516 года, под руководством архитектора Ганса фон Ульма было начато строительства нового здания: но были построены только хор и его башни — запланированное обновление нефа не состоялось, вероятно, из-за нехватки средств в связи с Крестьянской войной 1525 года и началом Реформации в Вюртемберге (1534), в ходе которой монастырь Бебенхаузен был распущен. С тех пор церковь является евангелической; долгое время она была единственной церковью во всём городе.

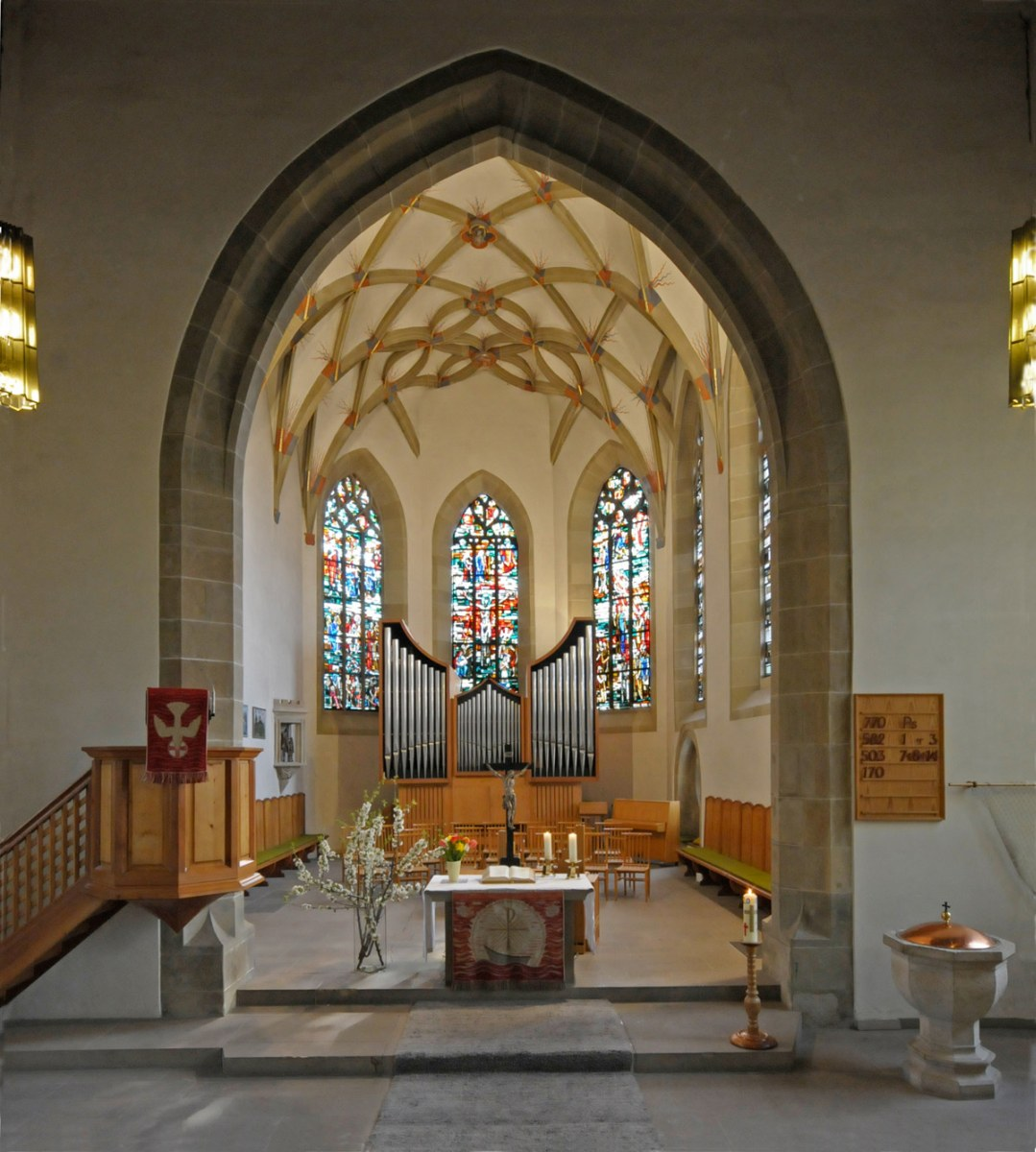
Современный вид на хор и орган (2016)

К концу XVI века неф храма был немного расширен в западном направлении и в здании были заменены окна. С 1881 по 1882 год в церкви Святого Мартина была произведена комплексная реконструкция: интерьер храма был перепроектирован в стиле модерн, а на северной и западной стороне были построены галереи. Уже в XX веке, в 1967—1968 годах, в церкви был произведен капитальный ремонт нефа. Общая длина церкви сегодня составляет 35,5 метра; здание рассчитано на 400 прихожан. В 1968 году также были созданы новые витражи, выполненные по эскизам художников Рудольфа Елина-младшего и Колера. На южной стене храма находится готическое распятие, предположительно, оставшееся от предыдущей церкви и изготовленное около 1480 года.
В 1682 году на галерее хора был установлен первый орган, а в 1841 году его сменил новый инструмент из мастерской Фридриха Валькера: в 1882 году орган был перенесён на западную галерею; в 1906 году он был электрифицирован. В 1968 году в хоре был установлен новый орган, имеющий 2000 трубок.